# Eugênio Chipkevitch
Eugênio Chipkevitch (Ucrânia, 26 de abril de 1954) é um ex-médico e estuprador pedófilo em série condenado por abusar de dezenas de jovens pacientes, todos do sexo masculino, em sua clínica, chamada Instituto Paulista da Adolescência, tendo inclusive gravado cenas dos crimes em vídeos. Foi preso e condenado a 114 anos de prisão por atentado violento ao pudor e corrupção de menores.
Em 2018, após dez anos de sua condenação, o Domingo Espetacular divulgou uma reportagem especial sobre o que chamou "um dos maiores escândalos de pedofilia do Brasil".
Já o canal especializado Anatomia do Crime, em agosto de 2021, considerou que se trata de um dos "piores casos de pedofilia do Brasil". A psiquiatra Dinah Akerman falou no episódio para o canal que "ele usava da sua capacidade profissional e de sua inteligência exclusivamente para satisfazer um desejo sexual pervertido, uma perversão sexual de pedofilia".

## Biografia

### Infância e juventude
Eugênio Chipkevitch nasceu em uma família judia em 1954, na República Socialista Soviética da Ucrânia, que na época pertencia à União Soviética. Seus pais, contrários ao regime soviético, fugiram do país e Chipkevitch posteriormente foi naturalizado brasileiro.
Formou-se em 1978 na Faculdade de Medicina da Universidade de São Paulo (USP), foi chefe do Serviço de Adolescentes do Hospital Infantil Darcy Vargas, na capital paulista, e membro de associações como a Society for Research on Adolescence (Sociedade para Pesquisa em Adolescência) dos Estados Unidos.
Mencionado no ranking dos dois mil cientistas mais importantes do Século XX, com direito a verbete na respeitada publicação Who’s Who in Science and Engineering (Quem é Quem na Ciência e na Engenharia), introduziu no Brasil a especialidade médica conhecida como hebiatria (o tratamento dos adolescentes e de seus problemas).
Na época em que os crimes foram descobertos, ele era um profissional respeitado na área médica e acadêmica, tendo seus livros sido adotados em diversas universidades.
Antes da prisão, ele estava prestes a lançar mais um livro, Adolescência: Os Segredos Que Seus Filhos Não Contam, que seria apresentado na Bienal do Livro em abril. A publicação porém foi suspensa quando os fatos que o levariam a ser processado e condenado e a seu registro de médico cassado se tornaram conhecidos.

### Instituto Paulista da Adolescência
Em sua clínica na cidade de São Paulo, o Instituto Paulista da Adolescência, havia o cadastro de cerca de dois mil clientes, que pagavam honorários acima da média para serem atendidos pelo médico conceituado.

## Crimes
Em 2002, um técnico de uma empresa telefônica que fazia um conserto da linha telefônica com um ajudante, estranhou ao ver um saco de lixo grande e de formato quadrado ao lado do poste, numa caçamba de entulho. Ao verificar seu conteúdo, encontrou várias fitas de vídeo no formato de filmadora portátil.
Ele então decidiu levar as fitas para casa para saber quais delas tinham qualidade para que ele pudesse assistir a elas. No saco havia 35 fitas e, ao assistir a elas, o técnico ficou surpreso com o conteúdo: um homem abusando de crianças e adolescentes. Nos dias seguintes, ele repassou duas fitas à Rede Globo e ao SBT e levou o restante para Polícia Civil.
Nas mais de 15 horas de gravações, das quais apenas uma pequena parte foi ao ar, apareceram cenas de abusos sexuais cometidos contra cerca de 40 vítimas – todos meninos, com idade entre 8 e 17 anos. Seu modus operandi consistia aos pais que aguardassem na sala de espera para que pudesse conversar a sós com os jovens. Uma vez sozinho, ele sedava os pacientes, sob o pretexto de aplicar-lhes uma vacina, depois os despia e os acomodava na maca. Enquanto estavam inconscientes ou semiconscientes, o médicos os acariciava, pegava-os no colo e manipulava seus órgãos genitais.
Na noite de 20 de março de 2002 foram ao ar, no Programa do Ratinho, no SBT, imagens de um médico molestando sexualmente seus pacientes. Nesse momento, a identidade do médico ainda era desconhecida, mas a mãe de um dos pacientes assistiu ao programa, reconheceu de quem se tratava e na mesma noite apresentou queixa à polícia. 
"Ele deve ter sido anestesiado porque a veia do pênis estava muito alterada. Eu sempre aguardava do lado de fora do consultório. Somente após o término de cada consulta, que durava cerca de uma hora  meia, eu podia entrar na sala”, disse a mãe do jovem que apareceu nas primeiras imagens divulgadas num de seus depoimentos.

## Prisão, julgamento e pena
No dia seguinte à divulgação das imagens, o criminoso foi preso em casa, e a polícia começou então o trabalho de identificar as demais vítimas, com o caso ganhando rapidamente grande repercussão na mídia.
Os policiais apreenderam computadores para apurar se Chipkevitch divulgava pornografia infantil pela Internet, mas nada nesse sentido foi provado, embora fotos de crianças nuas tenham sido encontradas em seu carro.
O processo tramitou rapidamente e já estava definitivamente concluído em 2004, quando o médico foi condenado em primeira instância a uma pena total de 128 anos de prisão em regime fechado mais multa por crimes de atentado violento ao pudor com violência presumida, por se tratar de vítimas impossibilitadas de defesa. A pena foi agravada pelo fato de ter usado sua posição de médico para cometer os crimes. Posteriormente, o Tribunal de Justiça reduziu a pena para 114 anos, mantendo o regime fechado. O médico está cumprindo sua pena num presídio na cidade de Sorocaba em que se encontram em sua maioria pedófilos e estupradores.
Nos anos 2010, o criminoso tentou por diversas vezes a progressão de pena para o regime semiaberto, mas a Justiça vem negando os pedidos. "Em um dos recentes desses pedidos, o desembargador Ricardo Cardozo de Mello Tucunduva, do Tribunal de Justiça de São Paulo, afirmou que o condenado não possui condições para deixar a prisão neste momento. 'Os planos para o futuro mostram-se vagos, e, ainda, há presença de elementos que não recomendam o benefício pleiteado. Aliás, é claro que a sociedade não pode, simplesmente, receber de volta um indivíduo como o agravante', disse, citando Eugênio", escreveu a Veja São Paulo em 24 de fevereiro de 2022.
A revista também reportou que, segundo o Teste de Rorschach, as fantasias infantis ainda estão presentes em seu modo de pensar e ele ainda mostra imaturidade psicológica, apresentando dificuldades para lidar com ansiedade, frustração e para compreender o comportamento humano. 